# Robert Eichenauer

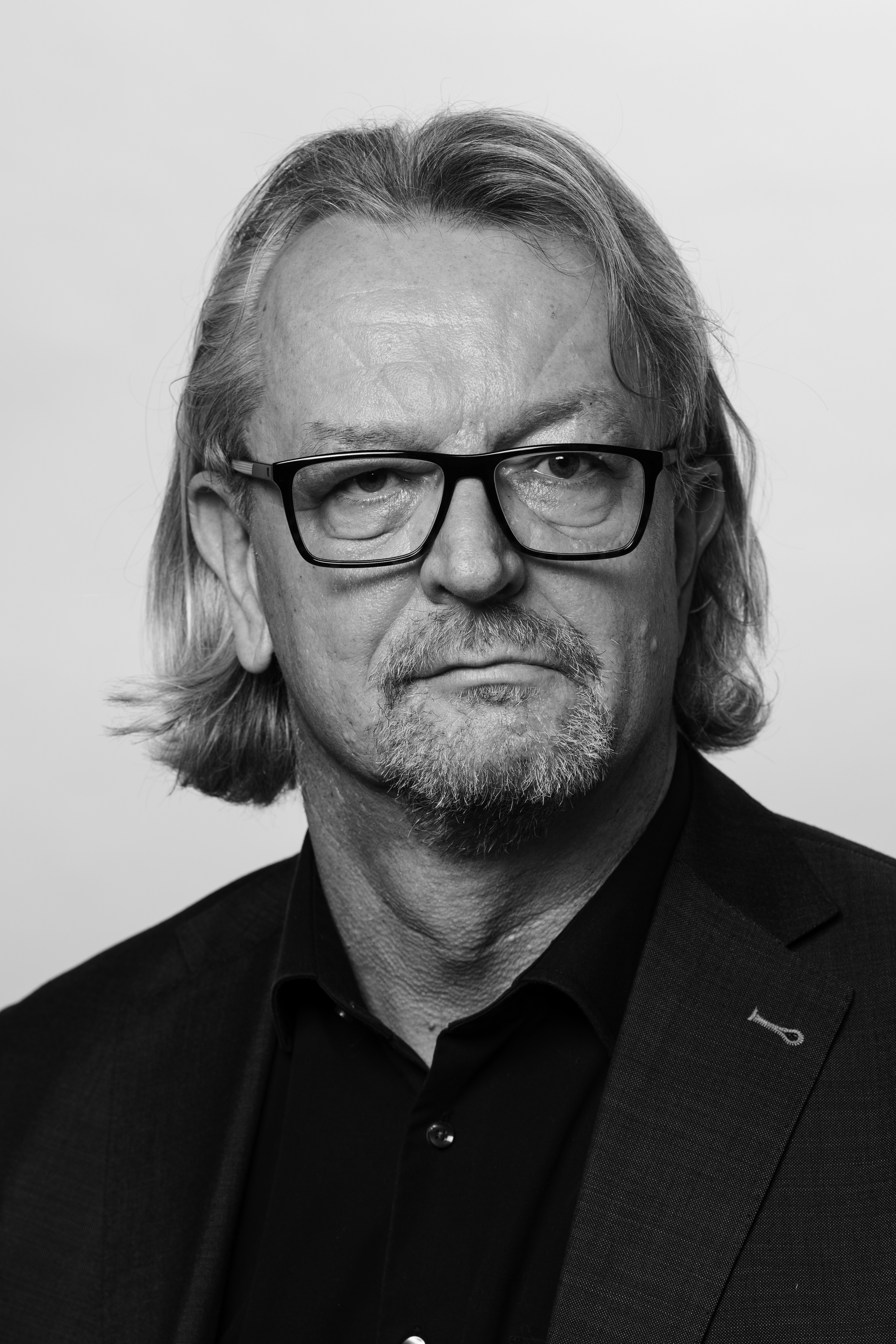
Robert Eichenauer 2023

Robert Eichenauer (* 11. September 1965 in Wels) ist ein österreichischer Journalist und Schriftsteller.

## Karriere

### Journalismus
Robert Eichenauer wuchs in Neuhofen an der Krems auf und legte im Zweiten Bildungsweg in Linz die Matura ab.  An den Universitäten Graz und Salzburg studierte er mit Abschlüssen Geschichte und Deutsche Philologie. Nach seinen ersten journalistischen Tätigkeiten bei den österreichischen Tageszeitungen täglich Alles und der Kleinen Zeitung war er in führender Funktion an der Gründung zweier Monatstitel beteiligt: den Wirtschaftsnachrichten Süd des steirischen Kompetenz Verlag und dem Steirer Monat (heute Die Steirerin), einem Medienprodukt der Styria Media Group, wo er in weiterer Folge Geschäftsführer der Styria Magazinholding war. Ab 2004 war er geschäftsführender Gesellschafter der Weekend Steiermark GmbH und zwischen Mai 2021 und Februar 2023 Chefredakteur von Weekend Österreich.
Viele Jahre arbeitete er als Pressereferent bei österreichischen Tennisturnieren, so war er 1997 Pressechef beim Davis-Cup-Wettkampf Österreich gegen Kroatien in Graz.
Robert Eichenauer ist verheiratet und Vater dreier Söhne.

### Podcast
Robert Eichenauer betreibt den Gesprächs-Podcats Backstage bei mir und führt dort in abgeschlossenen Episoden Gespräche mit Interpreten aus der österreichischen Musikszene. Bisher begrüßte er unter anderem den Liedermacher Oimara, Paul Pizzera und Ewald Pfleger, den Schöpfer von Live Is Life, zu dem jeweils einstündigen Meinungsaustausch.

## Werke
- Robert Eichenauer: Bardo. Erzählungen. Graz 2023, ISBN 978-3-200-09489-5
- Robert Eichenauer: Die Außenseiterin. Roman. Graz 2025, ISBN 978-3-903575-55-4